# 5817 Robertfrazer
5817 Robertfrazer è un asteroide areosecante. Scoperto nel 1989, presenta un'orbita caratterizzata da un semiasse maggiore pari a 2,4096538 UA e da un'eccentricità di 0,3392895, inclinata di 21,10660° rispetto all'eclittica.
L'asteroide è dedicato a Robert E. Frazer, amico della scopritrice.